# Gymnema dunnii
Gymnema dunnii là một loài thực vật có hoa trong họ La bố ma. Loài này được (Maiden & Betche) P.I.Forst. mô tả khoa học đầu tiên năm 1987.